# Oncosperma gracilipes
Oncosperma gracilipes är en enhjärtbladig växtart som beskrevs av Odoardo Beccari. Oncosperma gracilipes ingår i släktet Oncosperma och familjen Arecaceae.
Artens utbredningsområde är Filippinerna. Inga underarter finns listade i Catalogue of Life.